# Libralim Atzma’im
Die Libralim Atzmeʾijjim (hebräisch לִיבְּרָלִים עַצְמְאִיִּים Līb[ə]ralīm ʿAtzməʾijjīm, deutsch ‚unabhängige Liberale‘) waren eine linksliberale:143 Partei in Israel, die von 1965 bis 1992 bestand. Sie vertrat überwiegend Wähler mit höherem Einkommen und Bildungsniveau.:203

## Geschichte
Der linke Flügel der Miflaga Liberalit Jisreʾelit (Israelische Liberale Partei) spaltete sich gegen Ende der fünften Legislaturperiode der Knesset im Vorfeld der Wahlen 1965 ab, als die Liberale Partei mit der revisionistisch-zionistischen Cherut das Bündnis GaChaL bildete. Bei der Gründung der Fraktion der Unabhängigen Liberalen gehörten ihr sieben Abgeordnete an, sie waren überwiegend ehemalige Mitglieder der Miflaga Progresivit (Progressive Partei), darunter Pinchas Rosen und Rachel Cohen-Kagan. Bei den Wahlen 1965 erzielten die Unabhängigen Liberalen fünf Sitze. Sie beteiligten sich an der HaMaʿarach-geführten Regierungskoalition unter Levi Eschkol und Golda Meʾir, wobei Mosche Kol Tourismus- und Entwicklungsminister wurde. Während der Legislaturperiode verlor die Partei einen Sitz, als Jizhar Harari zur ʿAvodah (Arbeitspartei) wechselte.
Bei den Wahlen 1969 erhielt die Partei vier Sitze und nahm erneut an der Regierungskoalition teil. Mosche Kol wurde wieder Tourismusminister. Die Partei erzielte vier Sitze bei den Wahlen 1973 und beteiligte sich an den Regierungskoalitionen unter Meʾir bzw. ab 1974 unter Jizchaq Rabin, wiederum mit Mosche Kol als Tourismusminister sowie Gidʿon Hausner als Minister ohne Geschäftsbereich. Bei der Wahl 1977 erhielt die Partei nur einen Sitz, den Gidʿon Hausner einnahm. Sie gehörte anschließend der Opposition gegen Menachem Begins Regierung an.
Bei der Parlamentswahl 1981 erhielt die Partei nur noch 0,6 Prozent der Stimmen und war anschließend nicht mehr in der Knesset vertreten. Zu den Wahlen 1984 schloss sie sich dem von der Arbeitspartei geführten Mitte-links-Bündnis HaMaʿarach an. Über deren Liste zog ein Mitglied der Unabhängigen Liberalen, Jizchaq Arzi, in die Knesset ein. Die Libralim ʿAtzmeʾijjim verließen 1987 das Bündnis mit der Arbeitspartei und bildeten ein Mitte-Bündnis mit dem Schinnui, woraufhin Arzi von der Maʿarach- in die Schinnui-Fraktion übertrat. Bei der Parlamentswahl 1988 erhielt die Schinnui-geführte „Bewegung der Mitte“ zwei Sitze, von denen keiner an die Libralim ʿAtzmeʾijjim ging. Die Partei kündigte 1989 das Bündnis mit Schinnui:165 und fusionierte 1992 mit der Arbeitspartei ʿAvodah.